# 半自動アーク溶接

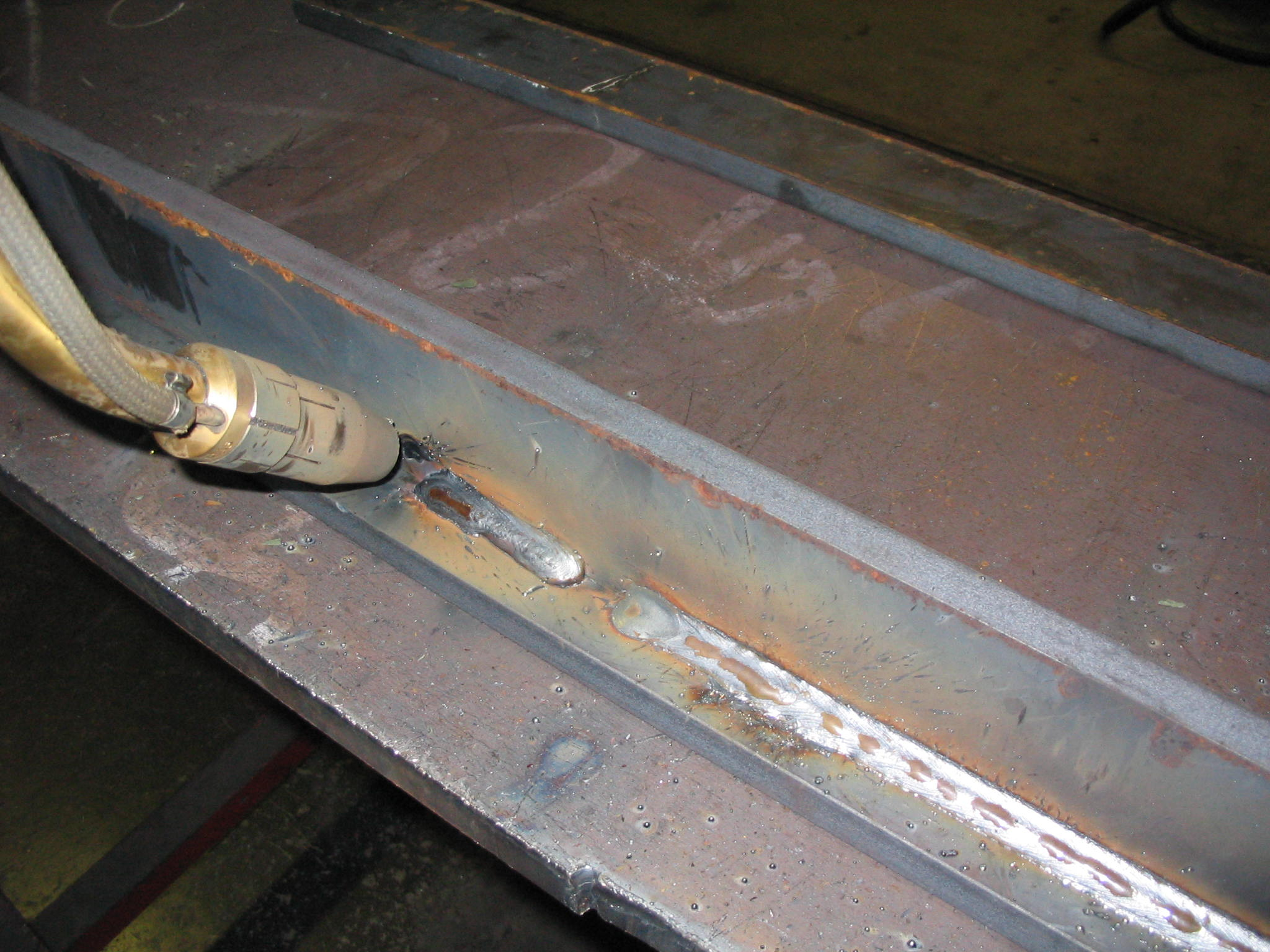
半自動アーク溶接による溶接ビード

半自動アーク溶接（はんじどうアークようせつ、英語: semi-automatic arc welding）とは、アーク溶接の一種である。単に半自動溶接（はんじどうようせつ）ともいう。
半自動アーク溶接とほぼ同じ用途の溶接である被覆アーク溶接（しばしば手棒溶接ともいう）は、いわゆる溶接棒を溶接材として使うが、溶接棒は比較的短いためしばしば短くなった溶接棒を交換する必要があり、大量に溶接を行うには必ずしも適していなかった。このため開発されたのが溶接材として非常に長いワイヤーを使う半自動アーク溶接である。半自動アーク溶接では溶接材料としてワイヤー、アーク放電のシールド材としてアルゴンや二酸化炭素を用いる。ワイヤーもガスも連続的に長時間供給できるので、手棒溶接と比較してその能率は圧倒的に高い。
溶接材料は自動的に供給されるが、溶接作業は手作業であることには変わりが無いので、この溶接方法は一般的に半自動アーク溶接と言われている。学術的には、半自動アーク溶接はガスシールドアーク溶接の一種であるが、単にアーク溶接と言えば、半自動アーク溶接のことを指すほど一般的である。半自動溶接はガスシールドアーク溶接なので風に弱く、屋外での溶接は風対策が必要である。

## 仕組み

半自動アーク溶接で使用する機器

右の図は、半自動アーク溶接で使用する機器を模式的に表している。溶接は溶接トーチ(1)で行われる。溶接トーチは溶接ガンとも言う。溶接対象物(2)は溶接が行われる加工物である。いわゆるワークや製品のことだが、特に溶接に関して記述する場合は母材という言葉で表す。母材はアースで溶接機の電極につながっている。このアース線は大電流が流れるため、太いケーブルが使われる。
溶接機(3)は電力を供給する装置で、数十キロワットの出力がある。また送給装置、ガスなどのコントロールを行う。送給装置(4)は、溶接ワイヤをトーチに送り込む装置である。ワイヤの送給速度は溶接機により緻密に制御される。溶接ワイヤ(5)は糸巻き状に巻かれており、供給装置により引き出され、ホースを経由してトーチに送り込まれる。トーチにはボンベ(6)から送られてくるシールドガスが供給される。シールドガスは、実際には溶接機を経由し、溶接ワイヤと同じホースの中を通り、トーチに供給される。

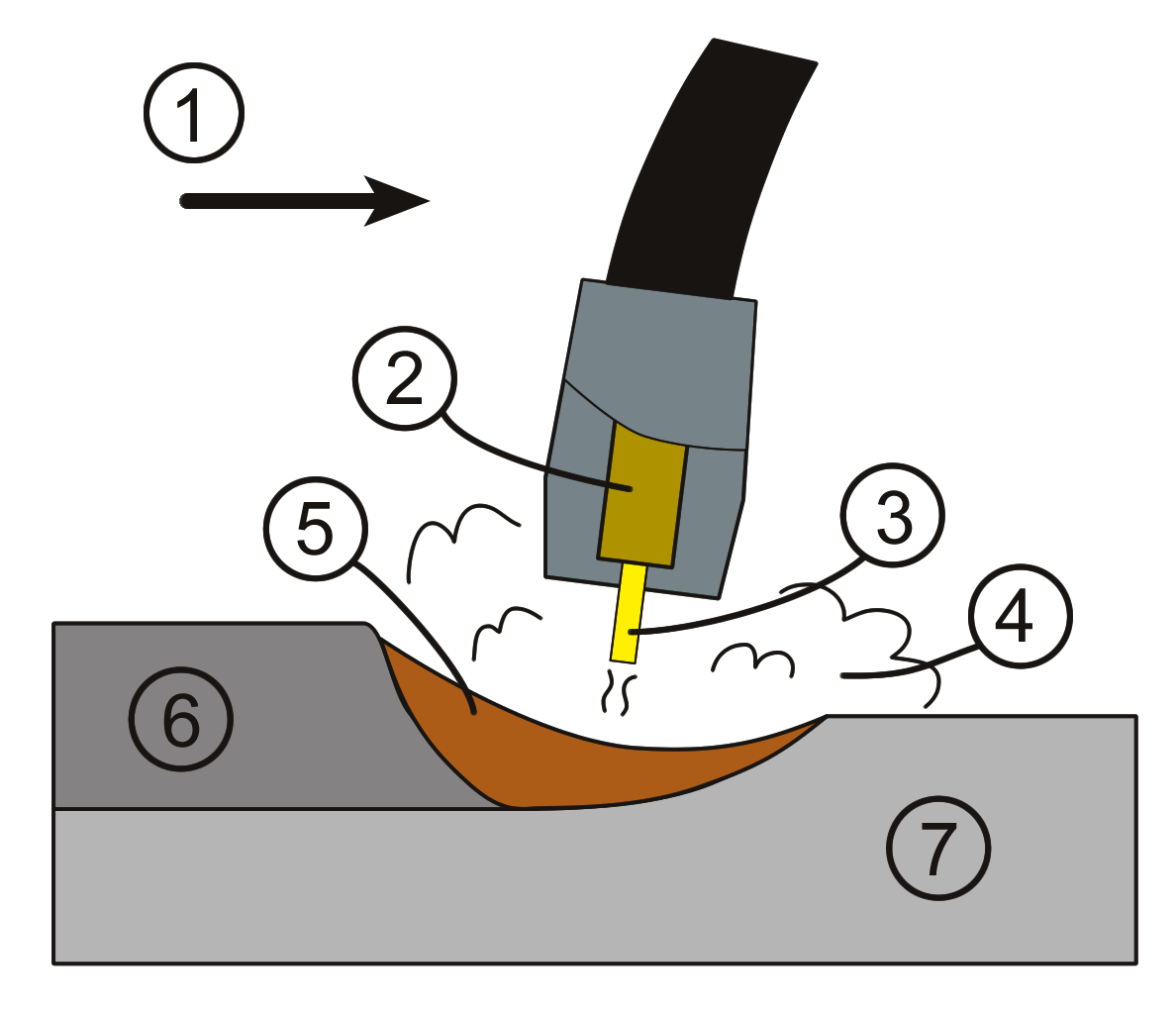
半自動アーク溶接のしくみ

右の図は一般的な半自動アーク溶接のしくみについて説明したものである。(1)は溶接のトーチの進行方向を表している。溶接材は直径1mm前後の母材と同じ金属を主成分とした溶接ワイヤ(3)である。ワイヤはコイル状に巻かれており、送給装置によりコンジットチューブを介してトーチに送られる。トーチでは溶接電源から送られてきた電気がコンタクトチップ(2)を介してワイヤに供給される。溶接ワイヤは電極と溶加材を兼ねていて、ワイヤの先端からはコンタクトチップから送られてきた電流により、アークが形成される。トーチからは、ワイヤと同様に溶接機から供給されるシールドガス(4)が噴射され、アークを大気から保護すると同時にアークそのものともなる。シールドガスは二酸化炭素やアルゴンが用いられる。溶融池(5)は溶接ワイヤと母材が溶けて溜まっている場所で、溶接を行うときはこの場所をよく観察しなければならない。シールドガス(4)はホースを介してトーチに供給される。ガスはオリフィスにより圧力を調整され、ノズルより放出される。放出されたガスはアークを包み込み、大気からアークを保護する。
ワイヤが溶接母材(7)と接触すると、アークを発生しその熱で溶接材(3)と母材(7)が溶融する溶融池(5)ができる。これが冷却して固まると溶接ビード(6)になる。ふつう、アーク溶接の溶接ビード(6)は供給された溶接ワイヤの分だけ盛り上がる。大きな溶接ビードが形成可能なのもアーク溶接の特長の一つである。
ワイヤはアークにより激しく溶融し消耗するが、送給装置により連続的に送られてくるので、アークは持続し、ワイヤーが続く限り連続して溶接することが出来る。
溶融池は液体なので重力の影響を受ける。したがって、正しい溶接を行うには、溶融池を水平に保つ必要があり、溶接対象を自在に傾ける設備が必要である。溶融池が水平でない状態での溶接も可能であるが、溶接不良が発生しやすいので、溶接を行うには高い技量を持った技能者が必要となる。

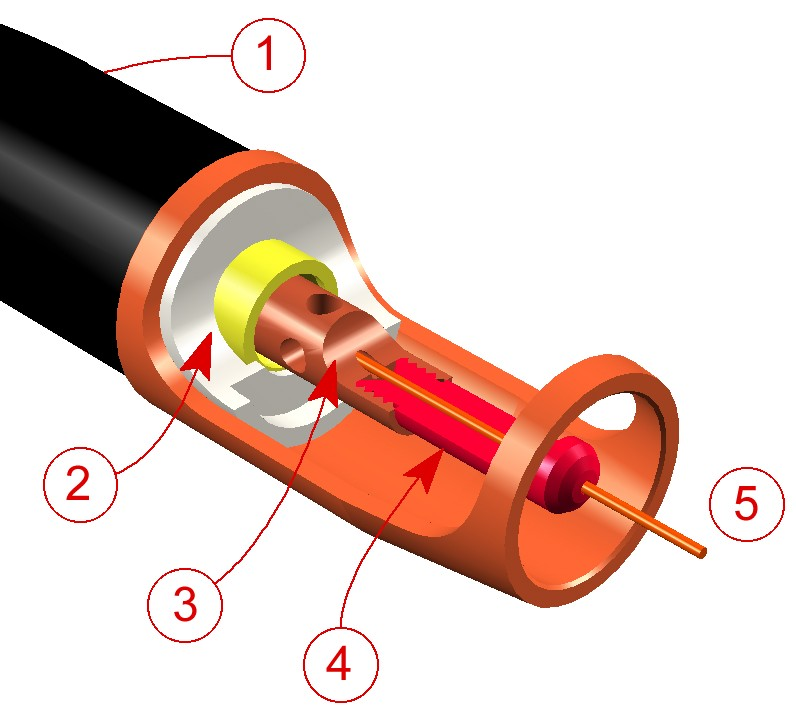
半自動アーク溶接のトーチの構造

右の図は半自動アーク溶接で使用するトーチのノズルの部分の詳細図である。トーチ本体(1)はトーチのベース部分で手で持つところに繋がっている。トーチ本体は絶縁体(2)により、ワイヤに供給されている強烈な電気から絶縁されている。
溶接機から送られてきたシールドガスはガスの噴出孔(3)から噴射される。実際にはガスがスムーズに流れてアークをシールドするようにオリフィスという穴の開いたカバーがこの上に取り付けられる。この図のトーチでは、この部分は電極としても機能している。
溶接機から送られてきた電流は、コンタクトチップ(4)にワイヤーが接触することにより、電流がワイヤーを流れる。磨耗したり溶けたりするので時々交換できるようにネジが切られている。
これらのトーチの核心部は溶接ノズル(5)により覆われている。これはシールドガスが拡散し過ぎないように、全体をカバーしている。溶けたりスパッタが付いたりして痛むので、交換できるように抜き差し式になっている。

## 種類
半自動アーク溶接は使うガスの種類や、溶接の対象金属などのちがいで様々な溶接方法が開発されている。鉄を溶接するものとしてはマグ溶接、炭酸ガスアーク溶接がある。アルミニウム合金を溶接するものとしてはミグ溶接があり、ステンレス鋼はミグ溶接と炭酸ガスアーク溶接のどちらでも溶接が可能。これらは、使用する機材も用途もほぼ同じで、違いはシールドガスの種類が異なるだけと考えてよい。
厳密には、マグ溶接、炭酸ガスアーク溶接と半自動溶接とは別の概念であるが、実用上、半自動アーク溶接ではないマグ溶接、ミグ溶接、炭酸ガスアーク溶接は例外的なものと考えて良い。なお、産業用ロボットなどに半自動アーク溶接をさせることを自動溶接と呼ぶことがあるが、人の手に代わってロボットが作業を行うもので、溶接自体のプロセスは同じものである。
炭酸ガスアーク溶接、ミグ溶接、マグ溶接の違いは以下のとおり。
- 炭酸ガスアーク溶接：シールドガスに炭酸ガス(CO2)のみを使う。
- ミグ溶接：シールドガスに不活性ガス（Ar）のみを使う。または、Arに数 %の酸素（O2）を混合したガスを使う。
- マグ溶接：シールドガスに不活性ガス（Ar）と炭酸ガス（CO2）を混合して使う。最もポピュラーなのはAr80 %:CO2 20 % のもの。

アークの状態はシールドガスによって変わるため、用途に向き不向きがある。適用範囲は広く、金属構造物全般に利用されている。他のガスシールドアーク溶接としてはティグ溶接があるが、溶接材を自動的に供給するものはまだあまり一般的ではない。